# Sacre emperador romanogermànic
|  | Aquest article tracta sobre l'emperador del Sacre Imperi (s. IX-XIX). Si cerqueu l'emperador de l'antiga Roma, vegeu «emperador romà d'Occident». |

Emblema de l'imperi germànic

El sacre emperador romanogermànic era el governant del Sacre Imperi Romanogermànic, origen de nombrosos països principalment d'Europa central. S'estén en el temps des de la seva creació al segle viii fins al seu esfondrament en 1806.
El títol d'«Emperador» va passar dels romans als francs, quan, en el 800, el Papa Lleó III va coronar Carlemany, Rei dels francs i Emperador, a canvi de la seva protecció a l'Església. A la divisió del regne franc en tres parts pel Tractat de Verdun en 843, el títol d'Emperador d'Occident s'assigna al Regne de Lotaríngia.
Carles III el Gras, rei d'Alemanya, torna a integrar -temporalment- Frància Oriental i la Lotaríngia, amb la qual cosa és coronat Emperador el 12 de febrer de 881. A partir d'aquest moment el títol roman només en la reis del Sacre Imperi Romanogermànic, tot i que varen existir diversos interregnes i no tots els reis varen ser emperadors.
El nom d'Emperador d'Occident, així com el nom del Sacre Imperi, només va ser utilitzat en segles posteriors. Amb la inclusió del concepte «sacre» el papa augmentava el seu paper en els afers d'estat, i en les croades. Inicialment, l'Emperador s'anomenava Imperator Augustus, com a suposat successor dels emperadors romans.
Fins al 1508, el rei era elegit per un grup de prínceps més tard coneguts com a prínceps electors, però esdevenia emperador quan era coronat pel Papa a Roma. El rol d'Emperador tenia una funció més religiosa que militar: la protecció de l'Església per a la supervivència del cristianisme, mitjançant la protecció de les ànimes. Els emperadors també s'ordenaven com subdiaques de serveis cristians, la qual cosa excloïa als no-catòlics i a les dones del tron. Així, la cooperació entre els militars i els religiosos mai estava clara i portava a continus conflictes entre els Ducs i els papes, per exemple en la Querella de les Investidures en el segle xi.
Carles V d'Alemanya (1519-1530) va ser el darrer emperador coronat pel papa. A partir del seu successor Ferran I d'Habsburg els emperadors eren elegits per la noblesa. Això comportava que, a diferència de França, el regne d'Alemanya era només parcialment hereditari, encara que freqüentment romania en una dinastia fins que no hi havia cap successor més. Alguns historiadors suggereixen que la tasca dels electors era per resoldre conflictes, només si la regla dinàstica era confusa. Tanmateix, el procés significava que el principal candidat havia de fer concessions, per les quals els votants es mantenien al seu costat, les anomenades Wahlkapitulationen (capitulacions d'elecció).
Després de 1438, el regne romania a la casa d'Habsburg, amb l'excepció breu del Wittelsbach Carles VII Albert. En 1508, i de forma permanent després de 1556, el Rei aconsegueix el títol d'Emperador electe sense viatjar a Roma per ser coronat pel papa.
La saga d'emperadors del Sacre Imperi va acabar el 1806. El seu últim ocupant va ser Francesc II d'Habsburg.